# Tsering Dorjee
Tsering Dorjee Bawa est un acteur tibétain de théâtre et de cinéma, chanteur, danseur et musicien. 
Il est né à Toe Bawa dans la Préfecture de Ngari au Tibet occidental. À l'âge de 16, il a commencé à étudier les arts au Tibetan Institute of Performing Arts à Dharamsala, en Inde, obtenant le diplôme en 1994 avec le grade le plus élevé  de la danse, la musique et l'opéra séculier tibétain. En 1999, il a joué le rôle principal dans le film népalo-français dirigé par Eric Valli, Himalaya : L'Enfance d'un chef, au côté de l'actrice Lhakpa Tsamchoe. Il a obtenu le degré de Maîtrise au Tibetan Institute of Performing Arts en 2000. 
Il réside actuellement dans le Secteur de la Baie, en Californie où il enseigne la musique tibétaine et le métier d’acteur entre ses performances théâtrales. 
En 2008, il a célébré le festival du Losar par une performance à Toronto, Canada avec Passang Lhamo. Plus tard, il a joué la pièce Tibet, A Year After à Oakland (Californie) pour célébrer le 73e anniversaire du 14e Dalaï Lama. 
Parmi ses chansons renommées, on trouve Mani Do Bum.

## Filmographie
- Le Guerrier silencieux, 2009, un Indien
- Himalaya : L'Enfance d'un chef, 1999, Rabkie
- We're No Monks, 2004, Pasanag
- The Tulpa, 2005, Tenzin